# Ulica Mieczysława Biernackiego w Lublinie
Ulica Mieczysława Biernackiego – ulica w centrum Lublina. Jej długość wynosi 450 m.

## Etymologia nazwy
Nazwa ulicy pochodzi od Mieczysława Biernackiego, który był niegdyś dyrektorem Szpitala Miejskiego w Lublinie, działaczem społecznym, oświatowym, samorządowym i politycznym. Przed wojną nosiła nazwę Bonifraterskiej, od znajdujących się w sąsiedztwie zabudowań klasztoru Bonifratrów.

## Przebieg
Początkiem ulicy jest skrzyżowanie ulic Ruskiej i Lubartowskiej. 100 metrów od tego skrzyżowania łączy się z ulicą Sierocą, a kolejne 100 metrów dalej mija kościół rektoralny świętego Eliasza Proroka i skręca lekko w lewą stronę. W 350 metrze swojego biegu ulica łączy się z lewej strony z ulicą Probostwo. Ulicę kończy skrzyżowanie ulic Północnej, Kazimierza Jaczewskiego i Bolesława Prusa.

## Otoczenie ulicy
Większość budynków znajdujących się przy ulicy to domy i kamienice z początków XX wieku. Z racji tego, że jest to ulica śródmiejska, dominuje tu zabudowa zwarta.
Przy ulicy znajduje się kościół rektoralny świętego Eliasza Proroka i zabudowania dawnej siarkowni chmielu, należącej do Syndykatu Plantatorów Chmielu. W okolicy swoją siedzibę mają szpitale: Samodzielny Publiczny Szpital Wojewódzki im. Jana Bożego, Centrum Onkologii Ziemi Lubelskiej im. św. Jana z Dukli, Samodzielny Publiczny Szpital Kliniczny Nr 4 i Uniwersytecki Szpital Dziecięcy, a także Instytut Medycyny Wsi im. Witolda Chodźki.